# Směrnice o elektronické fakturaci
Směrnice o elektronické fakturaci při zadávání veřejných zakázek je předmětem Směrnice 55/2014/EU (Directive 2014/55/EU), která požaduje mj. vytvoření evropské normy pro elektronickou fakturaci, jež bude splňovat alespoň následující kritéria:
- technologická neutrálnost,
- slučitelnost s příslušnými mezinárodními normami pro elektronickou fakturaci,
- zohledňování potřeby ochrany osobních údajů;
- umožňování zavedení praktických, uživatelsky vstřícných a nákladově efektivních systémů elektronické fakturace,
- zohledňování zvláštní potřeby malých a středních podniků, jakož i veřejných zadavatelů na nižší úrovni;
- vhodnost pro použití při obchodním styku  mezi podniky.

## Základní prvky elektronické faktury
Směrnice předepisuje:
- identifikátory procesu a faktury;

- fakturační období;
- údaje o prodávajícím;
- údaje o kupujícím;
- údaje o plátci;
- údaje o daňovém zástupci prodávajícího;
- referenční číslo zakázky;
- informace o dodání;
- pokyny k platbě;
- informace o přeplatcích nebo nedoplatcích;
- informace o fakturačních položkách podle řádků;
- celkové fakturované částky;
- rozdělení DPH.

## EN 16931 Electronic invoicing (soubor dokumentů)
Připravovaný soubor EN 16931, Elektronická fakturace je povinnou reakcí na Směrnici 55/2014. Soubor sestává z následujících dokumentů:
- EN 16931-1:2017, Elektronická fakturace – Část 1: Sémantický datový model klíčových prvků elektronické faktury;
- CEN/TS 16931-2:2017, Elektronická fakturace – Část 2: Seznam syntaxí vyhovujících normě EN 16931-1;
- CEN/TS 16931-3-1:2017, Elektronická fakturace – Část 3-1: Metodika syntaktických vazeb klíčových prvků elektronické faktury;
- CEN/TS 16931-3-2:2017, Elektronická fakturace – Část 3-2: Syntaktická vazba pro ISO IEC 19845 (UBL 2.1), faktura a dobropis;
- CEN/TS 16931-3-3:2017, Elektronická fakturace – Část 3-3: Syntaktická vazba pro UN/CEFACT XML, meziodvětvová faktura D16B;
- CEN/TS 16931-3-4:2017, Elektronická fakturace – Část 3-4: Syntaktická vazba pro UN/EDIFACT INVOIC D16B;
- CEN/TS 16931-4:2017, Elektronická fakturace – Část 4: Pokyny k interoperabilitě elektronických faktur na úrovni přenosu;
- CEN/TR 16931-5:2017, Elektronická fakturace – Část 5: Pokyny k použití rozšíření pro odvětví nebo zemi ve spojení s EN 16931-1, metodika, která má být použita v reálném prostředí;
- CEN/TR 16931-6:2017, Elektronická fakturace – Část 6: Výsledek testu evropské normy EN 16931-1 z hlediska jejího praktického používání konečným uživatelem.

## Použitá literatura
- SMĚRNICE EVROPSKÉHO PARLAMENTU A RADY 2014/55/EU o elektronické fakturaci při zadávání veřejných zakázek (DIRECTIVE 2014/55/EU OF THE EUROPEAN PARLIAMENT AND OF THE COUNCIL on electronic invoicing in public procurement).

- ČSN EN 16931-1:2018, Elektronická fakturace – Část 1: Sémantický datový model základních prvků elektronické faktury
- Elektronická identifikace, autentizace a důvěryhodné služby – Terminologie,  DPS-AZ, 1/2018,